# Claustrofobie

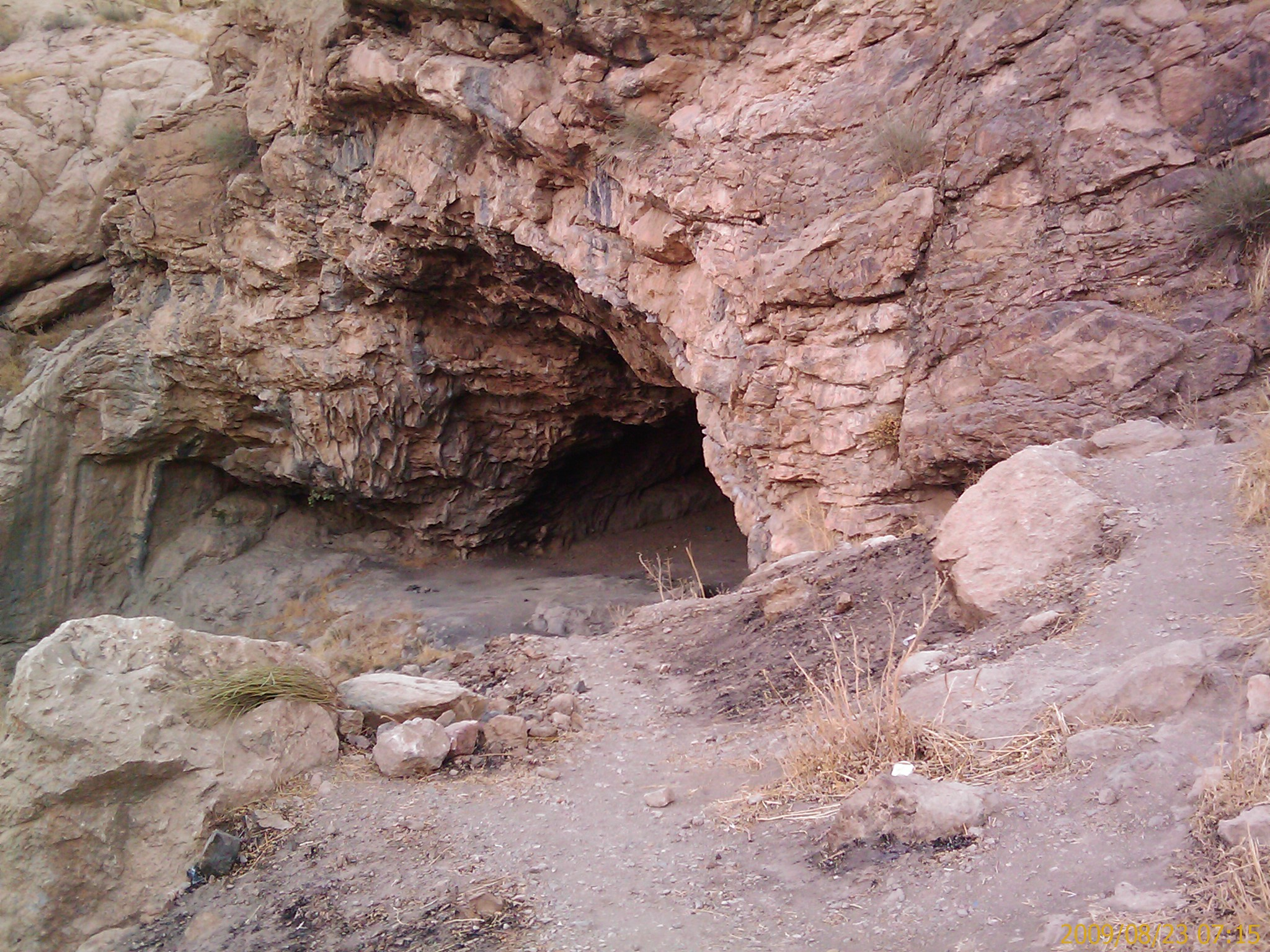
Blocarea într-o grotă din cauza prăbușirii de stânci sau a confruntării cu un animal periculos și imposibilitatea individului de a se apăra sau de a se retrage ar fi putut provoca claustrofobia în epoca de început a civilizației umane.

Claustrofobia este teama de a fi închis într-o cameră sau într-un spațiu mic fără a avea vreo posibilitate de a scăpa de acolo. Aceasta poate fi declanșată de mai multe situații sau stimuli precum lifturi aglomerate, camere fără ferestre sau chiar o îmbrăcăminte prea strânsă. Ea este clasificată de obicei ca o tulburare de anxietate, care duce de multe ori la atacuri de panică. Originea claustrofobiei a fost atribuită mai multor factori printre care o reducere în mărime a amigdalelor, o condiționare clasică sau o predispoziție genetică la teama de spații mici.
Un studiu indică faptul că aproximativ 5-7% din populația lumii suferă de claustrofobie severă, dar numai o mică parte din aceste persoane au parte de un tratament pentru combatarea acestei tulburări.
Termenul claustrofobie provine din latinescul claustrum („spațiu închis”) și din grecescul φόβος, phóbos („frică”).